# Didymella applanata
Didymella applanata är en svampart som först beskrevs av Niessl, och fick sitt nu gällande namn av Pier Andrea Saccardo 1882. Enligt Catalogue of Life ingår Didymella applanata i släktet Didymella, ordningen Pleosporales, klassen Dothideomycetes, divisionen sporsäcksvampar och riket svampar, men enligt Dyntaxa är tillhörigheten istället släktet Didymella, familjen Didymellaceae, ordningen Pleosporales, klassen Dothideomycetes, divisionen sporsäcksvampar och riket svampar. Arten är reproducerande i Sverige. Inga underarter finns listade i Catalogue of Life.